# Arte Éducation
 (septembre 2022).
Arte Education est une filiale de la société Arte France, pôle français de la chaîne de télévision européenne Arte, spécialisée dans les activités pédagogiques de la chaîne.
Arte Éducation édite deux plateformes de vidéos à la demande, disponibles sur abonnement des établissements et des collectivités territoriales : Educ’Arte, pour le collège et le lycée, et Arte Campus, pour l’enseignement supérieur et la formation des adultes.  

## Histoire
La plateforme Educ’Arte a été créée en 2016 à l’initiative d’Arte France Développement, la filiale d’Arte France chargée des activités commerciales. Le service consiste en une plateforme proposant, à sa création, un peu plus de 500 émissions de la chaîne en français et en allemand.
Educ’Arte a signé ses premiers partenariats auprès de collectivités (les régions Nouvelle-Aquitaine, Grand Est et Normandie ; les départements de la Seine-Saint-Denis, l’Ariège, le Haut-Rhin ; le ministère de l’Éducation du Luxembourg) ou de réseaux (Mission laïque française, Agence pour l’enseignement français à l’étranger).
En 2019, dans le but d’accélérer le développement de la ressource à l’international et vers d’autres publics, Arte France Développement crée Arte Éducation, filiale spécialisée dans les activités pédagogiques d’Arte, avec la Banque des territoires de la Caisse des dépôts et consignations et la Fondation Daniel et Nina Carasso,,. La Banque des territoires entre au capital à hauteur de 33,3 %, et la Fondation Carasso à hauteur de 6,7 %. À cette date Educ'Arte propose un peu plus de 1 000 vidéos et environ 1 000 établissements scolaires y sont abonnés.
Constatant qu'une partie des utilisateurs d'Educ'Arte sont des établissements d'enseignement supérieur, l'entreprise lance en avril 2021 un service dédié, Arte Campus. L'Université Paris 8 est l'un des premiers utilisateurs.

## Plateformes
Deux services sont développés par Arte Éducation : Educ'Arte pour l'enseignement secondaire (collège et lycée) et Arte Campus pour l'enseignement supérieur et la formation des adultes.

### Educ'Arte
Educ’Arte est la ressource pédagogique consacrée à l’enseignement secondaire. La plateforme regroupe les programmes d’Arte les plus adaptés au cadre scolaire : environ 2000 vidéos sont présentes sur le site, en cinq langues (français, allemand, anglais, espagnol et italien).
Les outils mis à la disposition des enseignants et des élèves permettent la découpe et l’annotation d’extraits, la création de cartes mentales, l’affichage de la transcription intégrale et interactive en français, le téléchargement temporaire pour des projections en classe hors connexion.
Dans le cadre de l’abonnement de l’établissement, un accompagnement pédagogique gratuit est également fourni par les équipes d’Arte Education aux enseignants : des fiches pédagogiques thématisées, des formations en ligne pour la prise en main du service, une proposition de projets pédagogiques  et de Masterclasses réparties sur l’année scolaire. Parmi les invités des Masterclasses, on compte notamment les personnalités suivantes : Patrick Boucheron, Émilie Aubry, Ruth Zylberman ou encore Raphaël Meyssan.
Educ’Arte est disponible sur abonnement des établissements scolaires et des collectivités (départements, régions, académies).

### Arte Campus
Arte Campus, déclinée d’Educ’Arte, est la plateforme destinée à l’enseignement supérieur et à la formation des adultes. Le site propose environ 2 000 vidéos, indexées par grands domaines de connaissance et visant ainsi à créer un socle commun de culture générale pour tous les étudiants bénéficiaires. Les vidéos sont disponibles en cinq langues : français, allemand, anglais, espagnol et italien.
Les outils pédagogiques comme la découpe et l’annotation d’extraits ou encore la création de cartes mentales, permettent aux enseignants et aux étudiants de personnaliser leurs propres supports.
L’accès à la plateforme est disponible sur abonnement des universités, et des établissements d’enseignement supérieur.

### European Film Factory
European Film Factory est un projet européen, soutenu par le programme MEDIA d’Europe Créative, dont l’Institut français est le chef de file en partenariat avec Arte Éducation et European Schoolnet.
Lancée en août 2020, la plateforme European Film Factory propose aux professeurs et aux élèves européens de 11 à 18 ans un accès gratuit à un catalogue de douze films emblématiques du patrimoine cinématographique européen et deux programmes de courts métrages sur les thèmes de la diversité et du développement durable.
Cette plateforme d'éducation au cinéma, disponible en français, anglais, en allemand, espagnol, grec, italien, polonais et roumain, propose de découvrir et d’étudier des films qui ont marqué l'histoire du cinéma européen grâce à des guides pédagogiques et les outils interactifs identiques pour annoter, sélectionner une scène et réaliser des cartes mentales.

### Arte Éducation et Lumni
Lumni est une plateforme permettant aux élèves de la maternelle à la terminale de consolider les notions des programmes scolaires.
Arte Éducation contribue à Lumni, la plateforme éducative numérique de l’audiovisuel public français, en mettant une cinquantaine de documentaires à la disposition des enseignants et de leurs élèves sur le volet professionnel « Lumni Enseignant » et une centaine de sujets d’Arte Journal Junior en accès libre sur la partie de Lumni destinée au grand public.

## Partenariats
Arte Éducation a conclu plusieurs partenariats institutionnels. Ils visent à créer des projets pédagogiques et des Masterclasses sur les sujets d’expertise du partenaire, en touchant les enseignants et élèves abonnés aux ressources d’Arte Education. Parmi ces partenaires, on compte l’Office franco-allemand pour la jeunesse (OFAJ), l'Institut du Cerveau et la Cité de l'Économie (Citéco),,